# Réseau Jade-Amicol
Réseau Jade-Amicol fut un réseau de la Résistance intérieure française entre 1940 et 1944. Le réseau s'est développé dans le Sud-Ouest de la France, travaillait pour les Anglais de l'Intelligence Service (MI6).

## Origine du nom
En associant le nom de « Jade », la pierre précieuse, au nom de code AMI d'un officier anglais, le capitaine Philippe Kuehn (ou Keun ), dit l'Amiral et le nom de guerre de Claude Arnould, COL, dit le Colonel, alias « Colonel Ollivier ».

## Recrutement
En octobre 1940 Claude Arnould, après démobilisation, rejoint le TR 117, alias "Désiré 333", pour les services secrets. Il contacte le père Antoine Dieuzayde, jésuite, aumônier général de l'association catholique de la jeunesse française et crée ensuite le réseau Jade-Amicol dépendant du MI6.
Son activité dans le Sud-Ouest a d'abord lieu au sein du « Foyer Henri Bazire », base du père Dieuzayde et au camp Bernard Rollot, situé sur le plateau du Lienz à Barèges (65). Il recrute Pierre et Marie-Suzanne Moniot, les sœurs Allamigeon, sans oublier Hélie Denoix de Saint Marc parrainé par le père de Gorostarzu, recteur du collège jésuite Tivoli à Bordeaux.
Pierre Moniot, ingénieur en chef des tramways de Bordeaux, commandait en 1939 la 822e compagnie du train des équipages (Compagnie de transports de personnel) qu'il avait lui-même constitué avec un effectif largement fourni par la compagnie des T.E.O.B. de Bordeaux. Rejoignant la Résistance, il fera essentiellement appel à ces traminots et aux officiers de réserve du génie qu'il connaissait, parmi lesquels il recrutera Maurice Travers à Lyon sous proposition de Michel Flamant.

## Action du réseau
Recherche de renseignements sur la défense de Bordeaux, la défense des côtes de La Rochelle à Mimizan inclus, ainsi que la zone de Bayonne à Biarritz, mais aussi l'ordre de bataille allemand des Pyrénées à l'océan Atlantique entre autres....
Mise à l'abri d'aviateurs anglais à Paris (ceux tombés en zone Nord), au couvent des Sœurs de la Sainte Agonie  rue de la Santé en attendant leur transfert en Espagne. Pour anecdote : des vêtements civils à Bordeaux sont fournis par un secrétaire de préfecture, Maurice Papon, pour cacher les aviateurs.[réf. souhaitée]

## Quelques membres notables du réseau Jade-Amicol
- Claude Arnould, alias Claude Ollivier, qui en fut le fondateur
- Hélie de Saint Marc
- René Gosse
- Henri Amouroux
- Philippe Keun[1] dit l'Amiral
- Fernand Ernest TISSIER alias Pierrot [2](1915– déporté à Buchenwald et décédé 1945 à Nordhausen). Lieutenant et adjoint de Philip Keun.
- Père Antoine Dieuzayde[3]
- Maurice Papon : un jury d'honneur, composé en juin 1981 de cinq anciens résistants, Marie-Madeleine Fourcade, Jean Pierre-Bloch, Daniel Mayer, le père Riquet et Charles Verny, a donné acte à M. Papon de ce qu'il fut bien affilié aux Forces Françaises Combattantes à compter du 1er janvier 1943[4]. En dépit de cette appartenance attestée par écrit en octobre 1944 par le colonel Arnould[5], Maurice Papon a été condamné pour complicité de crime contre l'humanité sans complicité d'assassinat pour avoir signé, en tant que secrétaire général de la préfecture de Bordeaux de ces actes, les ordres de déportation des membres des familles plaignantes.